# Gerard Lemos
Gérard Anthony Lemos, baron Lemos, (né en février 1958) est un chercheur en politique sociale, auteur et pair à vie indo-britannique.

## Biographie
Lemos est né en Inde en 1958. Il grandit à Croydon et étudie l'histoire et l'anglais à l'Université de York.
Lemos est président d'English Heritage, président de National Savings and Investments (NS&I) et président du London Institute of Banking and Finance.
Il est nommé pair à vie en décembre 2024 par le Premier ministre Keir Starmer pour le Parti travailliste.